# Diezmo

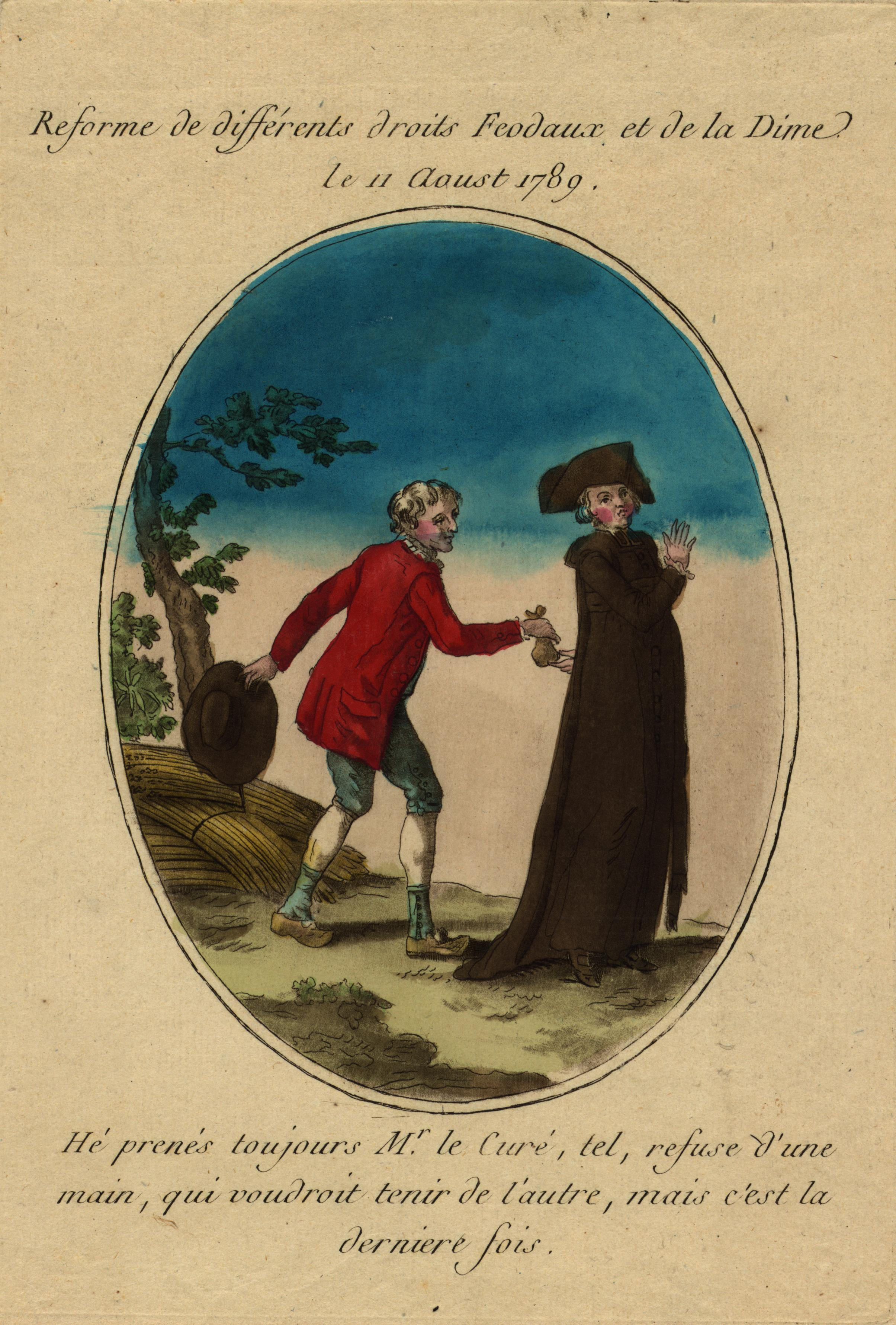
Grabado coloreado a mano que hace referencia al decreto de 11 de agosto de 1789 de la Revolución Francesa que abolió los derechos feudales y el diezmo. Muestra a un campesino que entrega una bolsa con dinero a un cura que la recoge por la espalda con la mano izquierda después de rechazarla con la mano derecha. Pero el texto dice que «es la última vez».

El diezmo (del latín decimus, décimo) es una décima parte de algo que se paga como contribución a una organización religiosa o impuesto obligatorio al gobierno.

## En la Biblia

### Antiguo Testamento
El primer diezmo registrado en la Biblia (Tanaj) fue el dado por el patriarca Abram (después llamado Abraham) al sacerdote Melquisedec en acción de gratitud en Génesis 14:20, tiempo antes de que se instituyera el diezmo para los sacerdotes levitas, aunque solo lo hizo una vez.
En los versículos finales (30-34) de Levítico 27 se dan preceptos sobre los diezmos.
Varios conceptos de diezmos se describen en Deuteronomio en el capítulo 14 versículo 22-29. El diezmo era la manera de sustentar la tribu israelita de Leví, que no podía poseer herencias de tierras, sino que su herencia era el 10% de lo que rindiera lo producido por los cultivos y los ganados de todas las otras tribus de Israel, es decir, sus ganancias eran el 10%, pues su labor era dedicarse a administrar el tabernáculo de Yahveh. El diezmo no solo era una obligación para el que lo daba (el pueblo judío), sino también para quienes tenían el deber de recibirlos y administrarlos (los ministros); uno de sus usos obligatorios era el de ayudar a las viudas, huérfanos y extranjeros (Deuteronomio 26:12-13). Recibido del producto de cada año, se llevaría el diez por ciento al alfolí, y de allí comerían todos los sacerdotes y sus familias.
En el Libro de Malaquías capítulo 3 en los versículos 8 al 12, la infidelidad en los diezmos se considera un robo a Dios, mientras que la fidelidad en los diezmos se presenta como una prueba de bendiciones.

### Nuevo Testamento
Algunos teólogos han afirmado que el diezmo era una costumbre judía arraigada en la época de Jesús, y es por eso que no había una orden específica sobre el diezmo en el Nuevo Testamento.

## Judaísmo
Los judíos ortodoxos continúan practicando las leyes del diezmo, como Terumah y Maasser rishon.

## Cristianismo

### Catolicismo

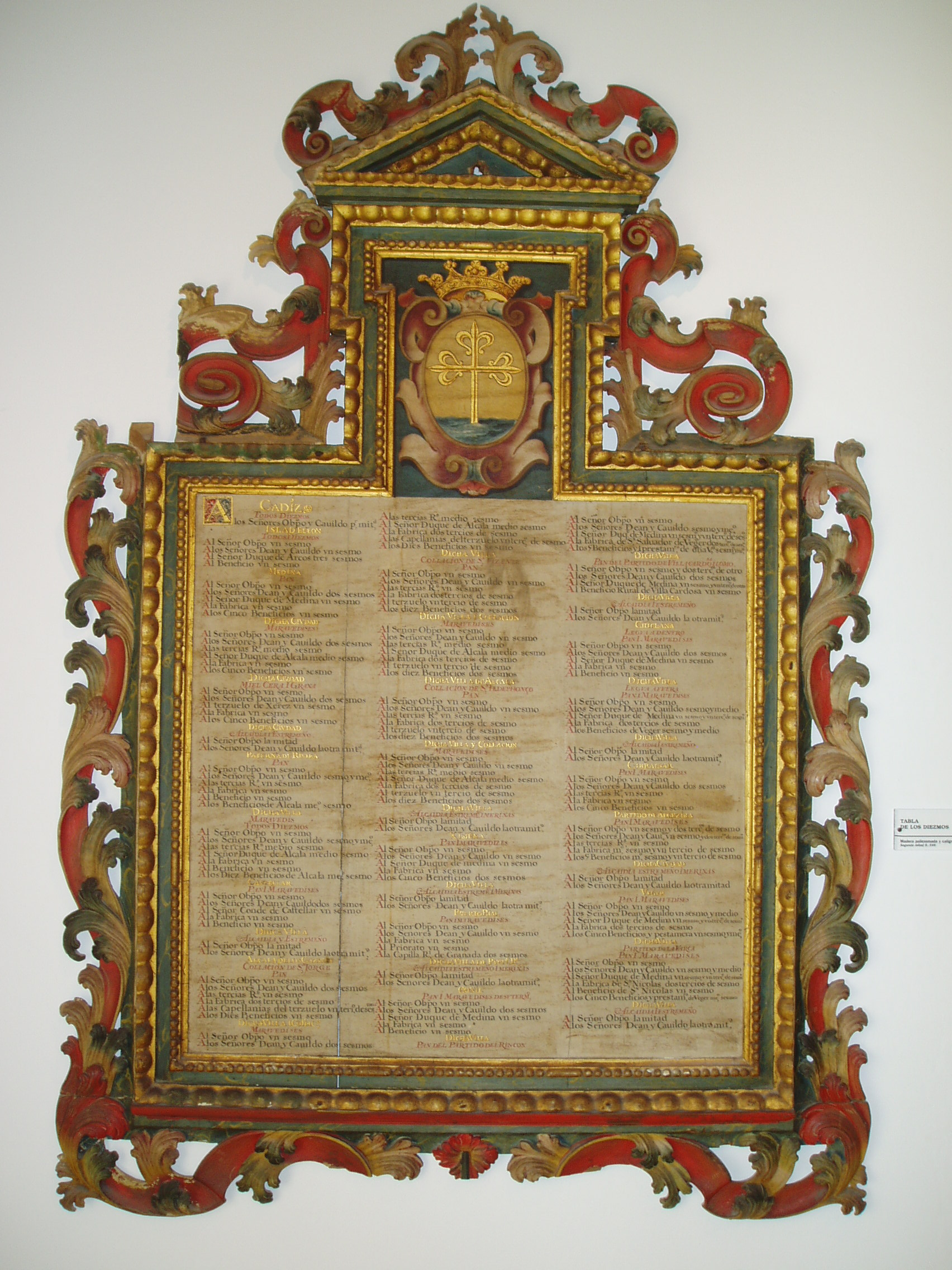
Tabla de los diezmos eclesiásticos de la segunda mitad del siglo XVII.

En Catolicismo, durante el Consejo de Tours en 567, se promulgó un decreto para la recolección del diezmo. En 585, durante el Segundo Concilio de Mâcon, se adoptó la obligación de una contribución a la Iglesia con el fin de un desarrollo estructural en los templos, el diezmo no era la décima parte sino una tributo de acuerdo a la realidad económica de la persona, se le daba al obispo pero más tarde el derecho pasó a los sacerdotes parroquiales . La Iglesia Católica ya no requiere el diezmo en derecho canónico.

### Protestantismo
En el Protestantismo, Martín Lutero, el teólogo detrás de la reforma protestante, dijo que la ley de la gracia excluye la ley del diezmo. En un sermón del 27 de agosto de 1525, mencionó el pasaje de Pablo en Gálatas 5: 3 donde se dice que si acepto vivir de acuerdo con la ley de Moisés, estoy obligado a practicar toda la ley (Dt 28: 58). Algunas denominaciones protestantes creen en el diezmo como modelo de generosidad no obligatoria.

#### Como donación de generosidad
1. Iglesia luterana Sínodo de Misuri, Estados Unidos[12]
2. Iglesia presbiteriana (Estados Unidos), Estados Unidos[13]

### Cristianismo evangélico
En cristianismo evangélico, las posiciones en el diezmo varían según las confesiones. En algunas iglesias evangélicas, el diezmo se considera obligatorio y el tema ocupa una gran parte de cada culto. Para otras iglesias evangélicas, el diezmo no es una obligación, sino una invitación.
Según un estudio realizado en 2018 por LifeWay Research que entrevistó a 1,010 estadounidenses, el 86% de las personas con creencias evangélicas dicen que el diezmo todavía sigue siendo un mandamiento bíblico. En este número, el 87% de los creyentes bautistas, el 86% de los creyentes pentecostales y el 81% de los creyentes no denominacionales comparten esta posición.

### Testigos de Jehová
Para los testigos de Jehová no es obligatorio dar el diezmo, pero sí influyen a sus creyentes en dar donativos anónimos y voluntarios. Para los JW la ley se le dio a la antigua nación de Israel que incluía el mandato de dar a los sacerdotes judíos, no a los cristianos. Los JW utilizan el pasaje 2 Corintios 9:7,  “Que cada uno haga lo que ha decidido en su corazón, y no de mala gana ni a la fuerza (impuesto) , porque Dios ama al que da con alegría” .

## Colecta de ofrendas religiosas e impuestos

### Francia
En Francia, durante el Antiguo Régimen, fue un impuesto para recaudar fondos con los que mantenían a la Iglesia y a sus ministros.
Correspondía a una determinada parte de la recaudación (la parte variaba de un obispo a otro y de una parroquia a otra, dependiendo del número de personas de las mismas).
A fin de proceder a la recaudación de este impuesto, el cura primitivo (de la parroquia) era el diezmero, firmaba una especie de contrato bien por la totalidad del diezmo, bien por una parte del mismo (mitad, tercio, cuarto, etc.) y, en general, mantenía el cargo con una duración de seis o siete años según las regiones.
El diezmo era, pues, una recolecta que se hacía anualmente mediante un canon establecido, ya fuera en especie, ya en moneda, que se entregaba al diezmero, o sea al cura primitivo, autoridad de la que dependía directamente la parroquia.
Según las regiones y los periodos, se establecían diferentes tipos de diezmos:
- diezmo grueso (o gordo): canon sobre los cereales: trigo, cebada.
- diezmo enfeudado: diezmo secularizado percibido por un laico.
- diezmo menudo: sobre las bestias y la lana.
- diezmo mixto: sobre los animales.
- diezmo noval: sobre las tierras roturadas con menos de 40 años.
- diezmo personal: sobre los frutos del trabajo.
- diezmo sólito: percibido desde tiempos inmemoriales (los diezmos insólitos eran ocasionales).
- diezmo real: sobre los frutos de la tierra.
- diezmo verde: sobre el lino, cáñamo, frutas y legumbres.

### España
Por lo que se refiere a España, la obligatoriedad del diezmo se introdujo a través de Aragón, región fronteriza con el Imperio carolingio.
El pago del tributo se realizaba en especie y representaba un décimo de los frutos de la agricultura o ganadería obtenidos por el creyente. Existían dos categorías de diezmos: el mayor, que se aplicaba sobre los productos generales, como los cereales, vinos, aceites, vacas, ovejas, etc., y el menor, que comprendía los bienes más específicos: aves de corral, legumbres, hortalizas, miel, etc.
Los ingresos obtenidos eran recogidos por el “colector” y entregados a los párrocos, abades y obispos. Para facilitar este proceso los vecinos podían nombrar a un “dezmero”, que iba retirando los productos de las casas de los contribuyentes.
En ocasiones, la recaudación perdía su sentido originario al ser percibida por los señores feudales, como consecuencia de ser patronos de un monasterio o iglesia o de haber comprado los derechos recaudatorios a la Iglesia. Los diezmos se distribuían por tercios en función de su destino: un tercio se dedicaba a la construcción de iglesias, otro a sufragar los gastos del personal eclesiástico y, el último, a cubrir las necesidades capitulares. A pesar del nombre, el tipo aplicado variaba según los objetos gravados y las regiones, por lo que no siempre alcanzaba el diez por ciento. Tampoco se extendía a la totalidad de los productos agrícolas y ganaderos, lo que originó distorsiones del mercado al ampliarse de manera desmesurada los cultivos o la crianza de animales exentos de gravamen. El castigo más eficaz para evitar el fraude fue la excomunión, que no se levantaba hasta que el contribuyente pagaba la totalidad de las cantidades debidas.

### Reinos hispanos de América
En la parte de la América constituida como Imperio Español, debido a los acuerdos del Patronato regio Patronato Regio, el diezmo era cobrado directamente por los funcionarios civiles de la Corona, a condición de que esta se encargara de erigir, dotar y mantener los templos y otras obras de la Iglesia católica. Este impuesto, correspondiente al 10 por ciento aproximado de los ingresos anuales, era cobrado a hacendados y propietarios de inmuebles rurales. Al advenir la época de la Independencia, en el siglo XIX, los gobiernos de las nuevas repúblicas constitucionales abolieron paulatinamente este impuesto.

## Controversias
Una doctrina particularmente controvertida en las iglesias evangélicas es la de la teología de la prosperidad, que se difundió en los años 1970 y 1980 en los Estados Unidos, principalmente por televangelistas pentecostales y carismáticos. Esta doctrina se centra en la enseñanza de la fe cristiana como un medio para enriquecerse financiera y materialmente, a través de una "confesión positiva" y una contribución a los ministerios cristianos. Promesas de sanidad divina y  prosperidad está garantizada a cambio de ciertas cantidades de donaciones (lo cual es completamente antibíblico). Algunos pastores fundamentalistas amenazan a los que no diezman con maldiciones del Antiguo Testamento, ataques del demonio y pobreza.  A menudo asociado con el diezmo obligatorio, esta doctrina a veces se compara con un negocio religioso. En 2012, el Consejo Nacional de los Evangélicos de Francia publicó un documento denunciando esta doctrina, mencionando que la prosperidad sí era posible para un creyente, pero que esta teología llevada al extremo conduce al materialismo y a la idolatría, que no es la propósito del evangelio. Los pastores pentecostales que se adhieren a la teología de la prosperidad han sido criticados por los periodistas por su estilo de vida bling-bling (ropa de lujo, casas grandes, autos de alta gama, avión privado, etc.)
Las ofrendas y el diezmo ocupan mucho tiempo en los cultos. Las colectas de ofrendas son múltiples o separadas en varios canastos o sobres con el fin de estimular las contribuciones de los fieles.
Desde la década de 1970, varios escándalos financieros de malversación de fondos han sido reportados en iglesias y organizaciones evangélicas. El Consejo Evangélico para la Responsabilidad Financiera fue fundado en 1979 para fortalecer la integridad financiera en las organizaciones e iglesias evangélicas que voluntariamente desean ser miembros y someterse a auditorías contables anuales.
En 2015, el autor estadounidense del libro "Sunday Morning Stickup" acusó a algunas iglesias cristianas de usar  culpa estrategias para recoger  ofrendas y diezmo de los fieles. En particular, distorsionando ciertos pasajes de la Biblia para hacer las contribuciones obligatorias, levantando los grandes donantes y haciendo perder ventajas a los miembros que no dan lo suficiente.
De 2019 a 2022, varios pastores estadounidenses se disculparon por sus enseñanzas sobre la obligación del diezmo y la teología de la prosperidad, recordando que las amenazas de maldiciones por falta de pago del diezmo en Malaquías no se trataba de no cristianos, ya que citando la Epístola a los gálatas, Jesucristo trajo la maldición sobre él.
Iglesias evangélicas que hacen del diezmo una práctica obligatoria y supervisada, fueron demandadas por tácticas de presión psicológica.

## Observaciones
- Según la RAE: Se dice de cada una de las diez partes iguales en que se divide un todo. Derecho del diez por ciento que se pagaba al rey sobre el valor de las mercaderías que se traficaban y llegaban a los puertos, o entraban y pasaban de un reino a otro. Parte de los frutos, regularmente la décima, que pagaban los fieles a la Iglesia.[50]